# Contestation en Irak en 2011
La contestation en Irak en 2011 débute en Irak au cours du mois de février, et s'inscrit dans un contexte d'agitation dans les pays arabes. Comme en Tunisie ou encore en Égypte, les manifestants demandent plus de libertés et de démocratie, ainsi qu'un meilleur respect des droits de l'homme. 
Le bilan est plus meurtrier. On compte au moins 5 morts et environ 90 blessés sérieux à la suite du mouvement de protestation.

## Contexte
L’Irak a un taux de chômage officiel de 30 %. L’Irak est le troisième pays le plus corrompu au monde selon Transparency international.

## Manifestations et attentats
Le 16, des manifestations ont lieu à Bassorah, Bagdad, Nasr ; à Kut, 2 000 manifestants incendient le siège du gouvernorat. 
Le 17, deux manifestants sont tués à Souleimaniye ; des manifestations ont aussi lieu à Kirkouk. 
Pour désamorcer la crise, le premier ministre Nouri al-Maliki annonce qu’il ne briguera pas un troisième mandat, et la réduction de 50 % de son salaire (qui passerait de 30 000 à 15 000 $ par mois, voire 10 000 et de 40 % ceux des  ministres et députés (à 6 780 $). Le salaire moyen est de 500 $ environ. 
Les 25 et 26, des milliers de manifestants défilent en Irak. Dix d’entre eux sont tués par la police, et au moins 150 blessés, notamment à Hawija, Mossoul et Bassorah, contre corruption.
Le 16 mars, à l'appel de l'imam Moqtada al-Sadr, des manifestations surviennent à Bagdad et Bassorah contre l'intervention saoudienne à Bahreïn.
Fin avril, les manifestations sont également tournées contre l’occupation américaine, rassemblant ainsi les Irakiens de toutes les tendances. À Mossoul, les manifestants sont 5 000 environ.